# 高知県道299号庄田伊野線
高知県道299号庄田伊野線（こうちけんどう299ごう しょうだいのせん）は、高知県高岡郡佐川町から吾川郡いの町に至る一般県道である。

## 概要
高岡郡佐川町庄田から吾川郡いの町波川に至る。
吾川郡いの町枝川 - 終点の0.6 kmは国道33号の旧道で、2025年（令和7年）4月1日に国土交通省から高知県に管理が移管された。

### 路線データ
- 起点：高岡郡佐川町庄田（高知県道298号下山越知線交点）
- 終点：吾川郡いの町波川（高知県道39号土佐伊野線交点）

## 歴史
- 1954年（昭和29年）10月29日 - 高知県高知県告示第662号により路線認定。当時の整理番号は193[2]。
- 1959年（昭和34年）4月20日 - 高知県高知県告示第252号により整理番号を113に変更[2]。
- 2025年（令和7年）
  - 2月18日 - 高知県告示第90号により、吾川郡いの町枝川の国道33号交点 - 吾川郡いの町枝川の国道33号現道交点までの区間を追加指定[3]。
  - 4月1日 - 国道33号高知西バイパスと並行する現道区間（延長5.3 km）が高知県に管理が移管され、同区間は本路線となる[1]。

## 路線状況

### 重複区間
- 高知県道300号柳瀬越知線（高岡郡佐川町四ツ白 - 高岡郡日高村宮ノ谷）
- 国道33号（高岡郡日高村下分・日高村下分小村交差点 - 吾川郡いの町波川）

### 道路施設

#### 橋梁
- 川内橋（鎌田用水、吾川郡いの町、国道33号重複区間内）

## 地理

### 通過する自治体
- 高知県
  - 高岡郡佐川町 - 高岡郡日高村 - 吾川郡いの町

### 交差する道路
| 交差する道路                         | 市町村名 | 市町村名 | 交差する場所 | 交差する場所         |
| ------------------------------------ | -------- | -------- | ------------ | -------------------- |
| 高知県道298号下山越知線              | 高岡郡   | 佐川町   | 庄田         | 起点                 |
| 高知県道300号柳瀬越知線 重複区間起点 | 高岡郡   | 佐川町   | 四ツ白       |                      |
| 高知県道300号柳瀬越知線 重複区間終点 | 高岡郡   | 日高村   | 宮ノ谷       |                      |
| 国道33号 重複区間起点                | 高岡郡   | 日高村   | 下分         | 日高村下分小村交差点 |
| 国道33号 重複区間終点                | 吾川郡   | いの町   | 波川         |                      |
| 高知県道39号土佐伊野線               | 吾川郡   | いの町   | 波川         | 終点                 |

### 沿線
- 日高村立能津小学校
- 仁淀川
- JR四国土讃線 小村神社前駅

### 峠
- 仏峠（高岡郡佐川町 - 高岡郡日高村）